# Air Force-eiland
Air Force-eiland (Engels: Air Force Island) in de Noordelijke IJszee is een van de Canadese Arctische Eilanden. Bestuurlijk behoort het tot de regio Qikiqtaaluk in het territorium Nunavut.
Het eiland is onbewoond en heeft een oppervlakte van 1720 km².
Net als het naast gelegen Prins Charleseiland werd het pas in 1948 ontdekt toen een piloot van de Koninklijke Canadese luchtmacht er met zijn Avro Lancaster overheen vloog.